# Commiato di Cristo dalla madre (Altdorfer)
Il Commiato di Cristo dalla madre è un dipinto di Albrecht Altdorfer. Eseguito probabilmente nel 1520, è conservato alla National Gallery di Londra.

## Descrizione
L'artista raffigura l'episodio del congedo di Cristo dalla Madre: Maria implora Gesù, accompagnato da san Pietro e san Giovanni evangelista, di non lasciare Gerusalemme. Il dipinto è caratterizzato dalla forte gestualità dei protagonisti, dalla presenza di piccole figure in basso a destra (probabilmente la famiglia committente) e da uno scorcio di tramonto sulla sinistra, forse a indicare l'imminente morte terrena di Cristo.